# Adolph von Voß
Curt Andreas Adolph von Voß (* 15. April 1788 in Diepholz; † 14. Oktober 1858 auf Gut Münte in Diepholz) war ein deutscher Landrat, Verwaltungsjurist und Politiker im Königreich Hannover.

## Familie
Adolph von Voß wurde am 15. April 1788 in Diepholz als ältester Sohn von Karl August Friedrich von Voß (1750–1820), Oberjägermeister in Diepholz, Herr auf Münte und Falkenhardt, und der Albertine Luise, geb. von Hugo (1757–1825), geboren. 1819 heiratete er Albertine, geb. von Bothmer (1794–1829). Mit ihr hatte er zwei Kinder, Albertine Louise Agnes (1820–1879) und Albert Carl August (1829–1871). Nachdem seine erste Frau 1829 gestorben war, heiratete er 1831 in zweiter Ehe Amalie Luise Henriette, geb. von Cramm (1799–1875), aus der wiederum eine Tochter und ein Sohn hervorgingen, Louise Auguste Albertine Wilhelmine (1833–1861) und Ernst Friedrich Julius (* 1835). Wirtschaftliche und politische Grundlage der Familie war der oben erwähnte Grundbesitz in bzw. bei Diepholz und das Rittergut Fuldenriede südlich von Syke.

## Leben
Seit 1806 studierte von Voß Rechtswissenschaften an den Universitäten in Göttingen und Rostock. 1807 unterbrach er sein Studium, als er seinen Vater auf die Insel Seeland in Dänemark begleitete, der Lieferant für die englische Blockadeflotte vor Kopenhagen während der Seeschlacht von Kopenhagen werden wollte. Nach der Beschießung der Stadt im August und September 1807 und Abzug der Engländer fielen er und sein Bruder bis Ostern 1808 in dänische Gefangenschaft. Nach seiner Entlassung in die Freiheit setzte er sein Studium an der Universität Kiel fort. Ende 1808 immatrikulierte er sich erneut an der Universität Göttingen und gehörte dort 1809 zu den Gründungsmitgliedern des Corps Hannovera.
Im April 1809 verließ er Göttingen u. a. mit seinen Coätanen Carl Jacobi und August Feder bei dem Versuch, sich eines vermeintlichen Aufstandes gegen die französische Fremdherrschaft des Wilhelm von Dörnberg in Duisburg anzuschließen. Danach kehrte er kurzzeitig nach Göttingen zurück, verließ die Stadt aber nach der so genannten Gendarmen-Affäre. Im Oktober 1809 immatrikulierte er sich gemeinsam mit seinem Bruder in Heidelberg und war dort Mitglied des lockeren Zusammenschlusses der Hannoveraner.
Zwischen 1812 und 1815 nahm er an den Befreiungskriegen teil. Ab 1820 bewirtschafte er seine Güter: die Münte in Diepholz und nördlich davon das Gut Falkenhardt. Er war zudem Drost im Amt Wohldenberg bei Marienburg. 1821 wurde er in Nachfolge seines Vaters zu einem Landrat der Hoyaschen Landschaft ernannt, welche Stellung er bis zu seinem Tode einnahm. Ab 1831 war er Kammerrat der Klosterkammer Hannover und zugleich Kammerrat der Domänenkammer in Hannover. Von 1839 bis 1848 war er Direktor der hannoverschen Domänenkammer und 1844 bis 1848 Generaldirektor des hannoverschen Wasserbaus. Er war aufgrund seines Amtes von 1841 bis 1848 und von 1856 bis 1858 aufgrund königlicher Berufung Mitglied im hannoverschen Staatsrat. Neben seiner 37-jährigen Tätigkeit in der Provinziallandschaft der Grafschaft Hoya gehörte er auch einige Jahre der Allgemeinen Ständeversammlung an, in die er zuerst 1834 bis 1840 als Abgeordneter für die ritterschaftlichen bzw. die freien Grundbesitzer der Grafschaften Hoya und Diepholz in die erste Kammer einzog, der er anschließend aufgrund seiner amtlichen Funktion als Kammer-Direktor bis 1848 angehörte. Nicht zuletzt wirkte er von 1842 bis 1858 auch im Ausschuss der Landwirtschafts-Gesellschaft zu Celle.
Nachdem er bereits seit 1837 Ritter des Guelphenordens war, wurde ihm 1840 auch die Commandeurs-Klasse verliehen.